# Lomnické sedlo
Lomnické sedlo ( polsky Łomnickie Ramię nebo i Lomnický Przełęcz) je horské sedlo ve Vysokých Tatrách. Nachází se v nadmořské výšce 2189 m n. m.. Je to široké travnaté sedlo mezi štítovou kupolí Lomnického štítu a Lomnickým hrebeňom.

## Název
Název sedla vyplývá z polohy ve skupině Lomnického štítu. Rozložitosť sedla vyjadřuje i polské pojmenování.

## Zajímavosti

### Dostupnost
Sedlo je vyhledávané zejména turisty a lyžaři. Snadnou dostupnost umožňuje nejen horský chodník, ale i sedačková lanovka ze Skalnatého plesa, která ústí těsně pod sedlem. Snadněji přístupné se stalo po roce 1938, kdy uvedli do provozu visutou lanovku na Skalnaté pleso. Chodník do sedla vybudovali dělníci, kteří vynášeli materiál na stavbu visuté lanovky na Lomnický štít, kterou uvedli do provozu v roce 1940.

### Lyžařské závody
Lomnické sedlo bylo od tehdy vyhledávaným lyžařským terénem. Poskytovalo zejména v druhé polovině zimy výborné podmínky, které lyžaři využívají i dnes. Jeho předností je, že při dostatku sněhu se zde dá lyžovat až do jarních měsíců. V roce 1959 zde vybudovali první lyžařský vlek, který vedl na Lomnický hrebeň. Mezinárodní lyžařská komise FIS v tomto období schválila mužské a ženské tratě pro všechny lyžařské disciplíny. V Lomnickém sedle se v roce 1956 uskutečnila 2. Velká cena Slovenska, mezinárodní lyžařské závody, na kterých se zúčastnili sjezdaři z Francie, Polska, Rakouska a Československa. Tehdy ještě nebyl v provozu lyžařský vlek, ale už byla postavena ženská lyžařská sjezdovka ze Skalnatého plesa na Štart. V slalomu žen tehdy zvítězila československá sjezdařka Justína Šolcová, v obřím slalomu polská závodnice Barbara Grocholská, ve sjezdu žen Milka Richvalská (CS). V mužských disciplínách speciální a obří slalom a sjezd vyhrál rakouský lyžař Ernst Oberaigner. Sjezdové závody se zde uskutečnily i v následujících letech.

### Laviny
Zakrátko se však zjistilo, že Lomnické sedlo i Lomnický hrebeň se stávají, v extrémním počasí, nebezpečným lavinózním terénem. Během mnoha let se zde nestalo žádné lavinové neštěstí. Teprve v prosinci 1955 při minimálním stavu sněhu spadla z Lomnického hřebene lavina, v níž zahynuli čtyři lyžaři. O rok později, když už byl v provozu lyžařský vlek, při podobné situaci z téhož místa spadla lavina a strhla dva zaměstnance lyžařského výtahu. Naštěstí oba vyvázli z laviny bez vážnějšího zranění. Proto se příslušné orgány rozhodly postavit pod Lomnickým hřebenem dřevěné lavinové zábrany. V roce 1961 se začalo s jejich výstavbou, poslední postavili v roce 1964. Bylo postaveno sedm zábran. I přesto malé laviny z hřebene stále padaly. V roce 1972 se začalo s jejich přebudováním na kovové. Stavba byla dokončena v roce 1978, kdy byl vybudován i nový sedačkový výtah na Lomnické sedlo. Po roce 1989 a zejména po roce 2010 bylo lyžařské středisko zmodernizované. Z Lomnického sedla vede šest a půl kilometrová sjezdovka do Tatranské Lomnice.    

## Turistika
- po  červené značce ( Tatranská magistrála ):
  - z Hrebienka na Skalnaté pleso a dále
    - na Lomnické sedlo
- po  zelené značce:
  - z Tatranské Lomnice na Skalnaté pleso a dále
    - na Lomnické sedlo

Výstup na Lomnický štít je povolen pouze s horským vůdcem! Pohodlnější cesta je lanovkou z Tatranské Lomnice.

## Galerie

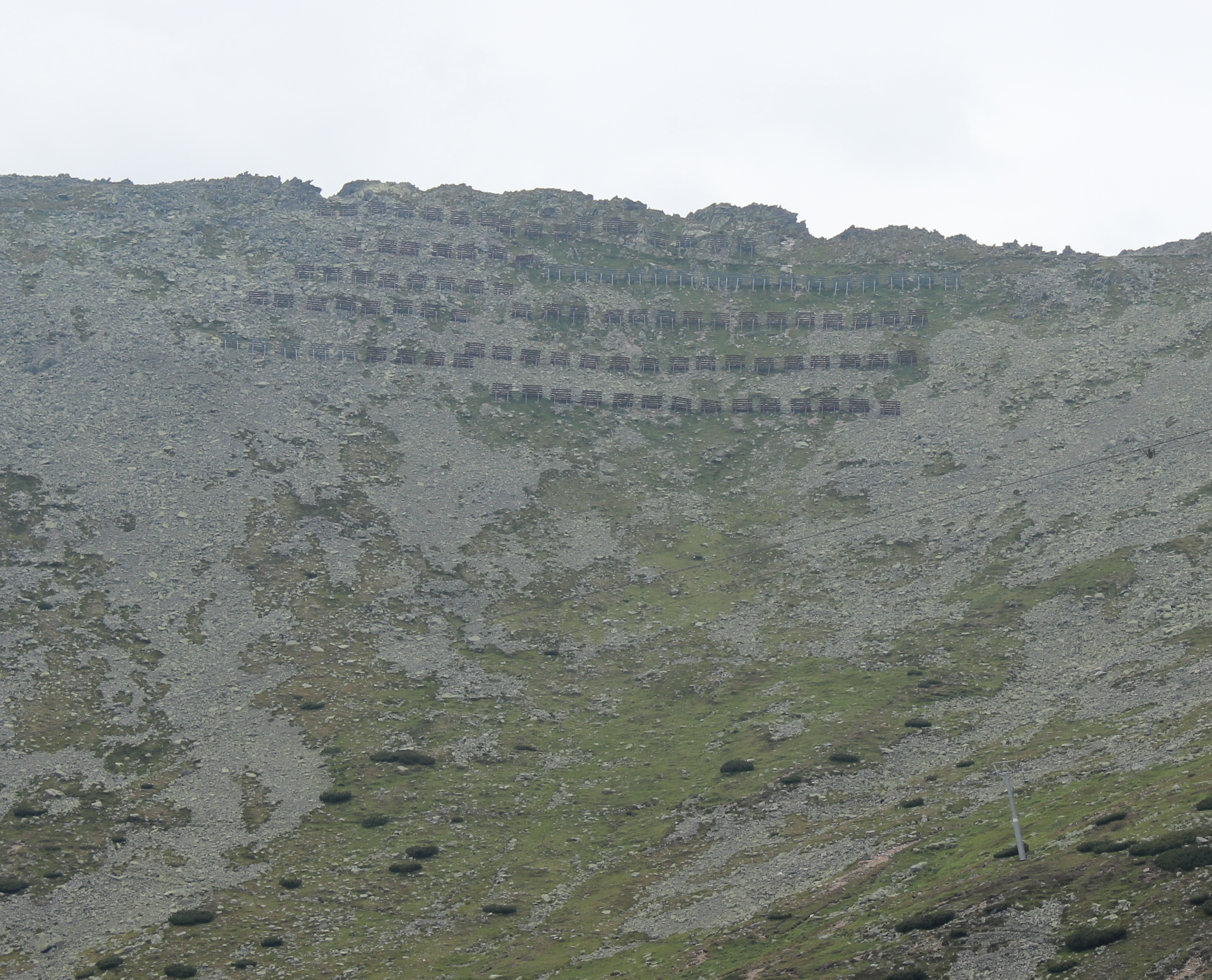
Lavinové zábrany pod Lomnickým hrebenom
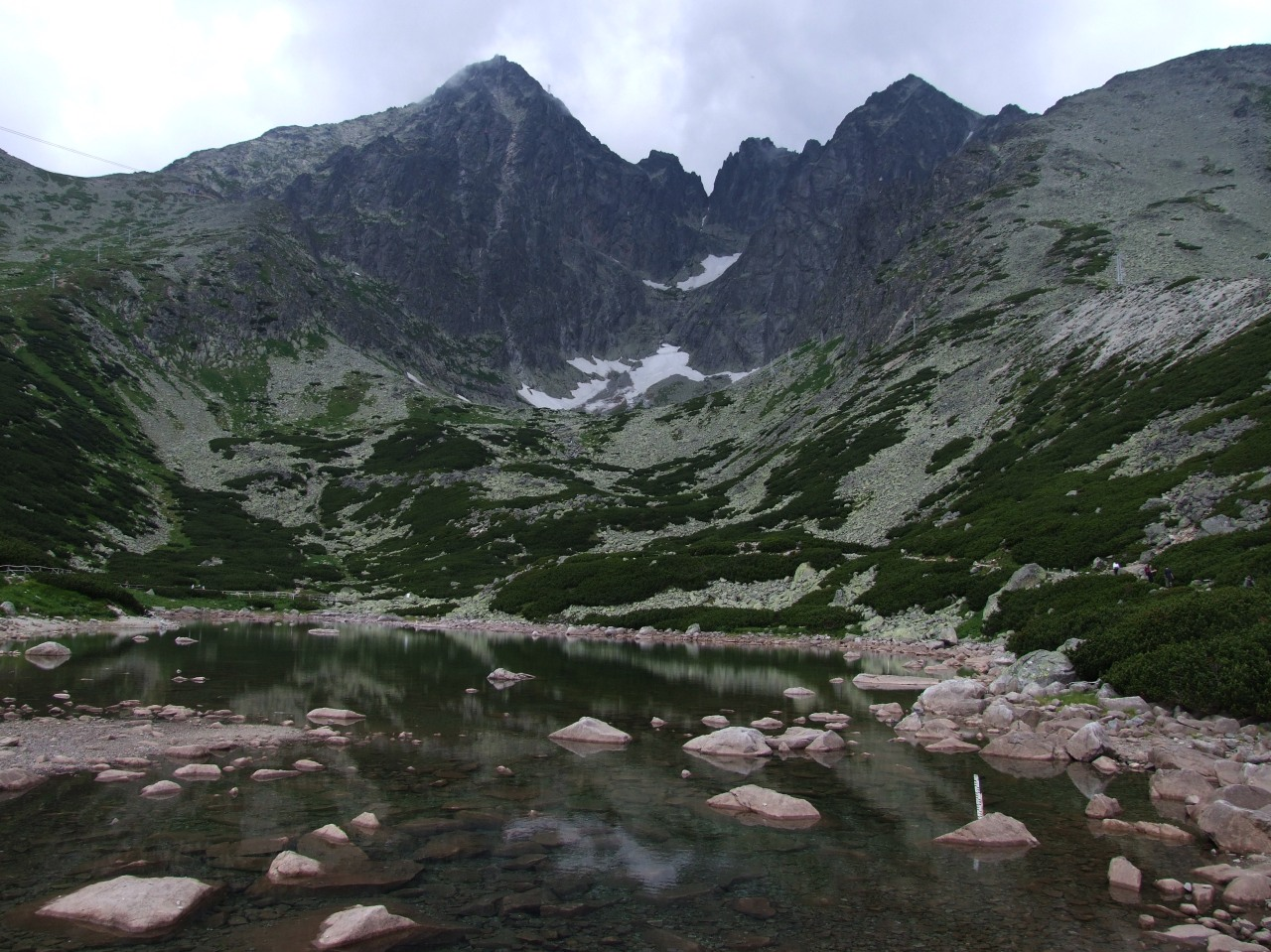
Lomnický štít, vlevo Lomnické sedlo
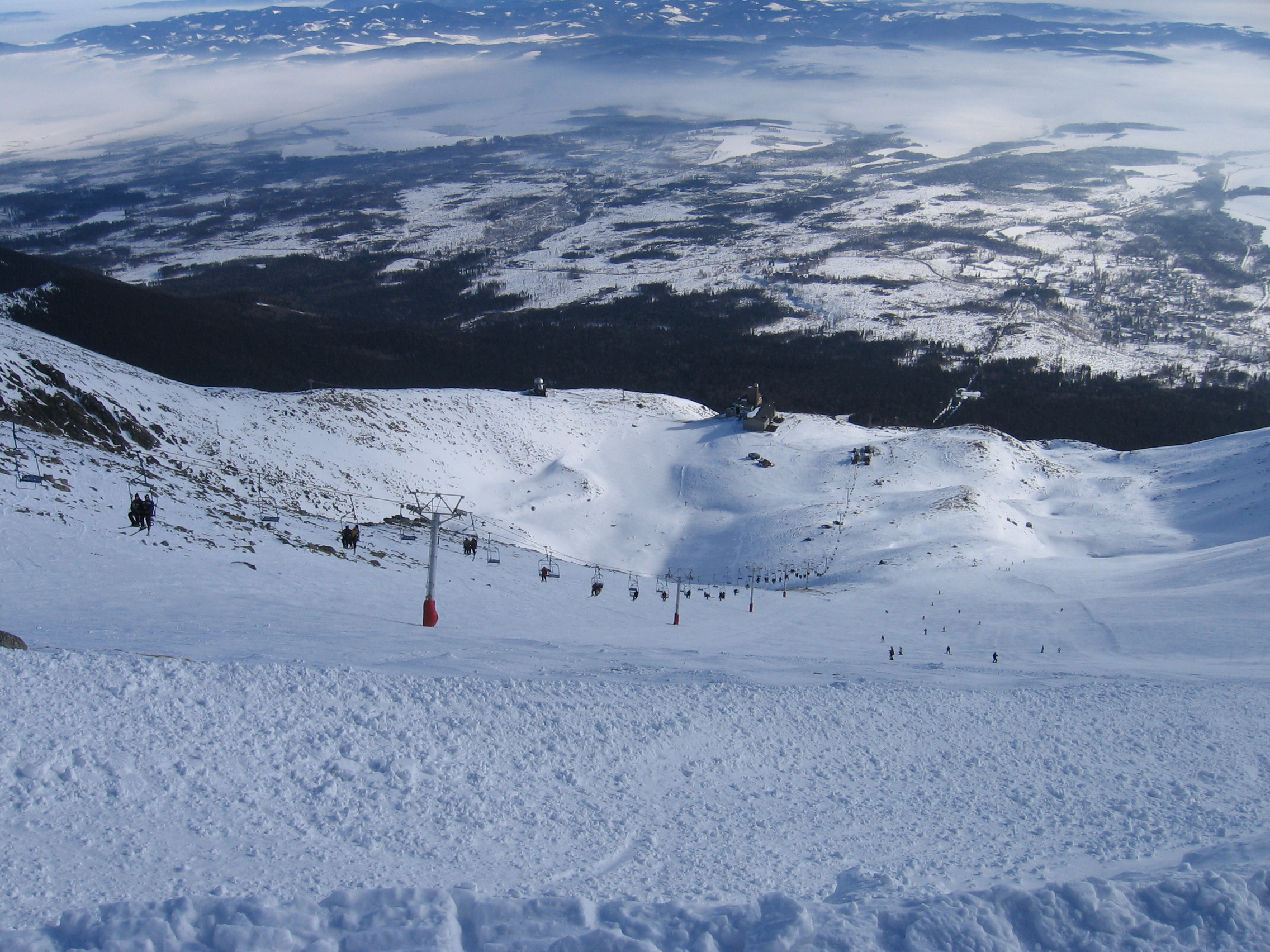
Lomnické sedlo v zimě
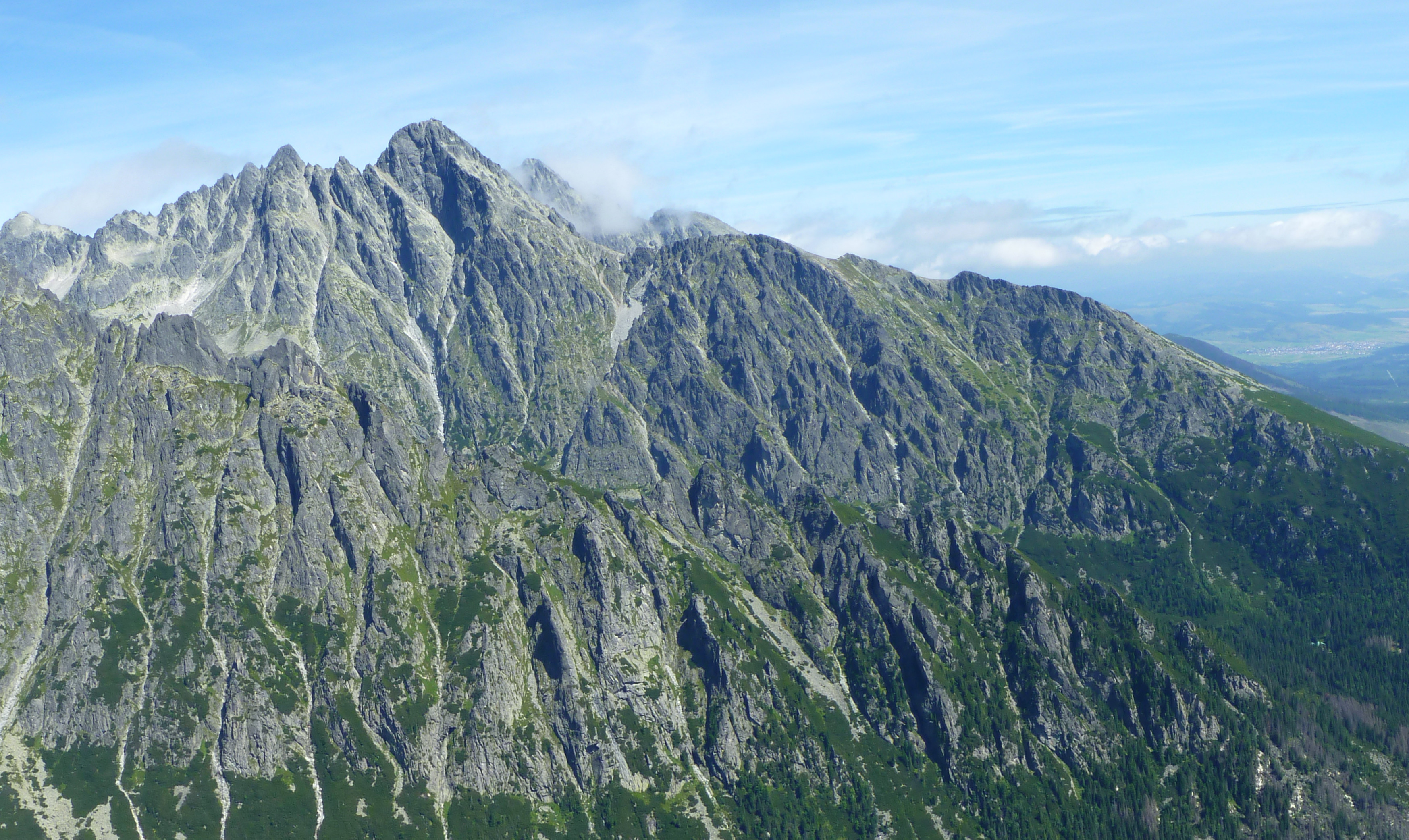
Lomnické sedlo, vpravo od Lomnického štítu